# Волосевич Марія Юстинівна
Волосевич (Теріда) Марія Юстинівна (19.08.1899, Варшава, Польща - 2.06.1990, Торонто, Канада) - військова службовиця, учителька, громадська діячка; працівниця Міністерства освіти УНР (1917-1918) та Сірої дивізії (1919), зв’язкова штабу Правобережного фронту й штабу Дієвої армії УНР (1919), секретарка Жіночого т-ва (т. Каліш, Польща, 1921), секретарка Союзу українок на Волині, голова філії Союзу українок у Крем’янці (1933-1938), голова Союзу українок на Волині(1931-1939), голова Союзу українок м. Холма(1939-1940),вчителька (м. Кременець, 1942-1943), голова орг. відділу Союзу кооператив (Холм, 1943), уповноважена Орденської ради ордена Залізного хреста на Сх. Канаду; звання - адміністративна хоружна Армії УНР, підпоручник Армії УНР. Учасниця Першого зимового походу. Авторка спогаду "В обороні минулого" (Вісті комбатанта.-Ч.2.-С.41-46). Нагороджена орденом Симона Петлюри, Воєнним хрестом та Хрестом 60-ліття Відродження українських збройних сил.

## Життєпис
Марія Волосевич (Теріда) народилася 19 серпня 1899р. у Варшаві в сім’ї військовика Юстина Теріди та Ганни Мельничук. Була хрещена і приписана до родинного реестру с. Шумбара Кременецького повіту на Волині (с. Шумбар тепер Шумського р-ну Тернопільської обл.-Ред.). Через стан здоров'я батька родина переїхала на Волинь до Крем'янця, де Марія з 1911-го по 1915 рік навчалася в жіночій гімназії. Під час Першої світової війни батько був мобілізований до війська, а мати з дочкою  евакуювалася до Києва. Тут Марія закінчила гімназію і 1917 року стала студенткою Вищих жіночих курсів.
19 березня 1917 р. Марія брала участь у першій могутній українській маніфестації. Співала в хорі під керівництвом Олександра Кошиця. 1 травня від імені жіноцтва Марія виступала біля прапороносця на український полк ім. Богдана Хмельницького. 18 травня із групою молоді Марія була делегаткою Першого Військового з’їзду, де вибрано Військовий комітет на чолі із Симоном Петлюрою. Тогочасні військові з’їзди мали  велике значення і залишили по собі слід в історії України.  У першому українському уряді на чолі з Володимиром Винниченком, Марія Волосевич стала помічницею генерального секретаря освіти Івана Стешенка та включилася в роботу державного апарату. Від імені уряду Марія брала участь у похороні перших жертв українського народу в боротьбі за незалежність.
22 січня 1918 р. вона була присутня в Києві на проголошені 4-го Універсалу про незалежність Української Народної Республіки. У часи Директорії, від 14 листопада 1918 р. і до кінця  перебування уряду УНР у Києві, Марія працювала в Міністерстві освіти.
Після залишення Києва 29 січня 1919 р. служила у штабі Правобережного фронту, пізніше перейшла в культурно-освітній відділ штабу Дієвої армії, де також виконувала обов'язки урядовця для особливих доручень.
У травні 1919 р. Марія потрапила у вороже оточення. Коли там вибухнуло повстання проти більшовиків, вона, маючи військовий досвід, почала працювати в Повстанському штабі, що координував діяльність окремих повстанських загонів. Виконувала багато доручень — від зв'язкової до виконувачки обов'язків начальника штабу. Пізніше працювала в інспектурі 11-го полку 4-ї Сірої дивізії. У критичні моменти неодноразово ходила в розвідку і власним прикладом заохочувала козаків до боротьби. Влітку цього ж року вивезла з поля бою 11 важкопоранених козаків і старшин. Сама перев'язала їм рани і розмістила в панцерному потязі "Вільна Україна".
Останнє відряджения мала в листопаді 1919 р. до штабу 2-ї Волинської  дивізії, з якою вирушила в Перший зимовий похід. (6.12.1919-6.05.1920), під командою генерала Михайла Омеляновича-Павленка. У поході виконувала різні обов'язки: працівниці канцелярії, зв'язкової, сестри-жалібниці, читала воякам лекції з історії України, шоб протидіяти большевицькій пропаганді.
Під час походу Марія перехворіла на поворотний тиф, а видужавши, знову повернулася до своєї бойової частини.
8 серпня 1920 р. вийшла заміж за начальника штабу 2-ї Волинської дивізії підполковника Олександра Волосевича й далі працювала урядовицею при штабі.
У листопаді 1920р. під натиском більшовиків українська армія відступила за Збруч. Марія разом із чоловіком потрапила до табору інтернованих українських вояків у Каліші, де в неї 27 листопада 1921 р. народився син Павло.
Перебуваючи в таборі, у досить-таки скрутних умовах, Марія не переривала своєї громадської діяльності — була співзасновницею та секретаркою жіночого товариства. Її громадська діяльність посилилася після того, як родина переселилася до Кременця на Волинь. У співпраці із Союзом українок Волині Марія створила відділ у Кременці і стала його секретаркою.У червні 1931 очолила філію Союзу українок і обіймала цю почесну посаду аж до самої ліквідації Союзу поляками напередодні 1939 року.
У перші дні  більшовицької окупації Волині, 27 вересня 1939 р. заарештували Олександра Валосевича. Після арешту чоловіка Марія Волосевич із сином під чужим прізвищем терміново втекла до м. Холма. Тут Марію обрали головою Союзу українок Холма та його околиць.
3 початком Другої світової війни вона повертається до Кременця, де працювала  в господарському відділі  Міської управи, а також учителькою.У липні 1943 р., коли гестапо проводить у місті масові арешти української інтелігенції, Марія дивом врятувалася від розстрілу: залишила хату, забравши тільки родинні архіви, фотографії та українські нагороди з документами, переїхала до Холма, де очолила організаційний відділ Союзу кооператив.
1949 року Марія Волосевич з сином переселяється до Канади. Вона відразу активно включилася в церковне та громадське життя української діаспори. Стала членкинею СБУВ, увійшла до Головної управи Орденської ради ордена Залізного хреста. Також була членкинею Виконавчого органу Уряду УНР в екзилі. Протягом кількох років виконувала обов'язки голови Товариства волинян у Торонто, а понад двадцять років була членкинею інституту дослідів Волині.
У старшому віці Марія Волосевич продовжувала свою активну працю у відзначенні всіх національних i релігійних святкувань, листувалася з багатьма українськими, військовими та політичними діячами. Не забувала про своїх друзів по зброї, постійно допомагала історикам і науковцям у поглибленому вивченні історичних подій, свідком яких була сама. За свої заслуги на полі бою та в громадському житті Марія Волосевич відзначена високими українськими нагородами. Вона є лицарем ордена Залізного хреста, нагороджена також Хрестом Симона Петлюри, Воєнним хрестом та Хрестом 60-ліття відродження Українських збройних сил.
Після арешту чоловіка Марія сховала свої домашні архіви, українські нагороди та грамоти до них у печері під Кременцем. Перебуваючи в Польщі, 23 травня 1940р. вона одержала від Головної ради Хреста Симона Петлюри дублікат нагороди та грамоти. Через два роки Марія із сином дістали сховані в печері нагороди та документи. Померла Марія Волосевич 2 червня 1990р. в м. Торонто (Канада). Похована на Українському цвинтарі Св. Володимира в Оквілі біля Торонто.